# Такаши Фукуниши
Такаши Фукуниши (јап. 福西 崇史; 1. септембар 1976) бивши је јапански фудбалер.

## Каријера
Током каријере је играо за Џубило Ивата, Токио, Токио Верди.

## Репрезентација
За репрезентацију Јапана дебитовао је 1999. године. Наступао је на два Светска првенства (2002. и 2006. године) с јапанском селекцијом. За тај тим је одиграо 64 утакмице и постигао 7 голова.

## Статистика
| Јапан  | Јапан   | Јапан  |
| Година | Наступи | Голови |
| ------ | ------- | ------ |
| 1999.  | 3       | 0      |
| 2000.  | 0       | 0      |
| 2001.  | 2       | 0      |
| 2002.  | 10      | 0      |
| 2003.  | 6       | 0      |
| 2004.  | 18      | 5      |
| 2005.  | 14      | 1      |
| 2006.  | 11      | 1      |
| Укупно | 64      | 7      |

## Трофеји

### Клуб
- Џеј лига (3): 1997, 1999, 2002.
- Лига Куп Јапана (1): 2003.
- Царски куп (1): 1998.

### Јапан
- Азијски куп (1): 2004.